# Блейн (Мен)
Блейн (англ. Blaine) — місто (англ. town) в США, в окрузі Арустук штату Мен. Населення — 667 осіб (2020).

## Демографія
Згідно з переписом 2010 року, у місті мешкало 726 осіб у 299 домогосподарствах у складі 217 родин. Було 360 помешкань
Расовий склад населення:
| - 96,7 % — білих - 1,5 % — корінних американців - 0,8 % — азіатів |

До двох чи більше рас належало 1,0 %. Частка іспаномовних становила 0,4 % від усіх жителів.
За віковим діапазоном населення розподілялося таким чином: 20,8 % — особи молодші 18 років, 61,8 % — особи у віці 18—64 років, 17,4 % — особи у віці 65 років та старші. Медіана віку мешканця становила 43,9 року. На 100 осіб жіночої статі у місті припадало 101,1 чоловіків;  на 100 жінок у віці від 18 років та старших — 99,0 чоловіків також старших 18 років.
Середній дохід на одне домашнє господарство  становив 54 792 долари США (медіана — 46 688), а середній дохід на одну сім'ю — 69 895 доларів (медіана — 53 819). Медіана доходів становила 30 375 доларів для чоловіків та 39 375 доларів для жінок. За межею бідності перебувало 11,8 % осіб, у тому числі 23,9 % дітей у віці до 18 років та 3,2 % осіб у віці 65 років та старших.
Цивільне працевлаштоване населення становило 313 осіб. Основні галузі зайнятості: освіта, охорона здоров'я та соціальна допомога — 28,1 %, виробництво — 15,7 %, роздрібна торгівля — 15,0 %.